# Ria Schouten
Ria Schouten, coniugata de Roos (1944), è un'ex cestista olandese.
È la sorella di Gerda Schouten.

## Carriera
Con i Paesi Bassi ha disputato quattro edizioni dei Campionati europei (1966, 1970, 1972, 1974).